# Aplectoides trabalis
Aplectoides trabalis är en fjärilsart som beskrevs av Augustus Radcliffe Grote 1877. Aplectoides trabalis ingår i släktet Aplectoides och familjen nattflyn. Inga underarter finns listade i Catalogue of Life.